# Lathrolestes gibbosus
Lathrolestes gibbosus là một loài tò vò trong họ Ichneumonidae.